# Рухна
Рухна (пол. Ruchna) — село в Польщі, у гміні Лів Венґровського повіту Мазовецького воєводства.
Населення — 1237 осіб (2011).
У 1975-1998 роках село належало до Седлецького воєводства.

## Демографія
Демографічна структура станом на 31 березня 2011 року:
|          | Загалом | Допрацездатний вік | Працездатний вік | Постпрацездатний вік |
| -------- | ------- | ------------------ | ---------------- | -------------------- |
| Чоловіки | 628     | 156                | 426              | 46                   |
| Жінки    | 609     | 138                | 347              | 124                  |
| Разом    | 1237    | 294                | 773              | 170                  |